# Fußball-Militärweltmeisterschaft 1975
Die Fußball-Militärweltmeisterschaft 1975 wurde vom 1. bis zum 12. Juli 1975 in Deutschland ausgetragen. Die Bundeswehrauswahl gewann das Finale am 12. Juli in Hagen gegen die Niederlande mit 1:0.

## Vorberichterstattung
Vom 1. bis zum 12. Juli fanden in 14 Städten im westdeutschen Raum 16 Spiele statt, in denen der 27. CISM-Meister 1975 ermittelt wurde. Sieben Mannschaften – Niederlande, Syrien, Nigeria, Griechenland, Iran, Kamerun und Kuweit – hatten sich unter mehr als 20 Bewerbern in Gruppenspielen qualifiziert. Deutschland wurde als Ausrichter automatisch gesetzt. Das fußballsportliche Image der Bundeswehr, in den letzten Jahren international nie über eine gewisse Barriere hinausgekommen, sollte nun endlich, mit dem Vorteil heimischer Umgebung im Rücken, kräftig angehoben werden. Denn nur einmal, 1964 in der Türkei, sprang ein dritter Platz heraus; ansonsten war bereits in der Vorrunde jeweils Endstation.
In diesem Jahr diente der Bundeswehr vorrangig die Bundesliga als Talente-Hort. Unter inoffizieller Führung der DFB-Trainer Derwall und Widmayer, offiziell von Bundeswehr-Sportlehrer Fritz Kinateder und seinem Assistenten Andreas Vodenik gecoacht, sollte in der Gruppe B über Kamerun, Iran und Kuweit das Finale erreicht und dieses am 12. Juli in Hagen möglichst noch gewonnen werden. In der Gruppe A wurde der fünffache Sieger Griechenland vor den Niederlanden, Nigeria und Syrien als Topfavorit gesehen.
Seit dem 9. Juni stand das deutsche Aufgebot – aber ohne die DFB-Pokalfinalteilnehmer des MSV Duisburg – zusammen, nur von einem kurzen Erholungsurlaub unterbrochen. Trainiert wurde in der Duisburger Sportschule Wedau, die ab 29. Juni ebenso wie Hennef und Kaiserau Hort der teilnehmenden Mannschaften wurde. Rainer Holzschuh führte im Kicker vom 16. Juni in der Vorschau an: „Mit den fünf Kölnern Konopka, Glowacz, Hein, Neumann und Zimmermann als Rückgrat, mit den erfahrenen Burdenski, Winkler, Worm, Krobbach, mit den Talenten Eigl, Abramczyk, Dubski, Melzer und dem Neu-Bochumer Trimhold lässt sich schon von Erfolgen träumen.“
Unmittelbar vor Turnierbeginn schieden aus dem ursprünglichen Spieleraufgebot mit dem Kölner Zimmermann, dem Hamburger Winkler, den drei Schalkern Abramczik, Dubski, Endrulat und dem Münsteraner Pleyer sechs Spieler wegen Verletzungen vorzeitig aus; trotzdem galt die Bundeswehrauswahl weiterhin als Favorit. Das Fazit nach dem Eröffnungsspiel am 1. Juli zwischen Kamerun und Iran (0:0) lautete im Kicker: „Kamerun und der Iran, das zeigte das Spiel am Dienstag, sind in der Abwehrarbeit oft amateurhaft, Syrien ist international noch recht unerfahren“.
Als Fragezeichen blieb die Motivation der in der Meisterschaft hart geforderten Spieler, die wegen der WM ihren diesjährigen Urlaub gänzlich opfern und anschließend gleich in das Knochenbad der Saisonvorbereitung müssen. Einige Vereine hofften mehr oder minder stillschweigend darauf, dass sich ihre Soldaten zurückhalten oder mit leichten Verletzungen schnell aus dem Kader verabschieden würden. Kicker-Redakteur Holzschuh skizzierte die vermeintliche Formation: „Vorerst sind Burdenski, Glowacz, Konopka, Krobbach, Hein, Lothar Schneider, Eigl, Herbert Neumann, Blau, Funkel, Worm erste Wahl. Melzer, Dreher, Savkovic, Schwarze, Trimhold, Quarsen, Riepert, Baake und Bakine stehen als Reservisten zur Verfügung“.

## Turnierverlauf
| Pl. | Land         | Sp. | S | U | N | Tore    | Diff. | Punkte |
| --- | ------------ | --- | - | - | - | ------- | ----- | ------ |
| 1.  | Niederlande  | 3   | 2 | 1 | 0 | 003:100 | +2    | 05:10  |
| 2.  | Kuwait       | 3   | 2 | 0 | 1 | 005:200 | +3    | 04:20  |
| 3.  | Griechenland | 3   | 1 | 0 | 2 | 004:600 | −2    | 02:40  |
| 4.  | Nigeria      | 3   | 0 | 1 | 2 | 001:400 | −3    | 01:50  |

| Pl. | Land        | Sp. | S | U | N | Tore    | Diff. | Punkte |
| --- | ----------- | --- | - | - | - | ------- | ----- | ------ |
| 1.  | Deutschland | 3   | 2 | 1 | 0 | 005:200 | +3    | 05:10  |
| 2.  | Kamerun     | 3   | 1 | 1 | 1 | 005:200 | +3    | 03:30  |
| 3.  | Iran        | 3   | 0 | 3 | 0 | 001:100 | ±0    | 03:30  |
| 4.  | Syrien      | 3   | 0 | 1 | 2 | 000:600 | −6    | 01:50  |

Das Eröffnungsspiel fand in der Gruppe B am 1. Juli in Hagen zwischen Iran und Kamerun (0:0) und in der Gruppe A in Emmerich zwischen den Niederlanden und Kuweit (1:0) statt. Am Mittwoch, den 2. Juli griff Veranstalter Deutschland in Essen mit einem 2:0 gegen Syrien in das Turnier ein; ebenfalls Griechenland mit einem 2:1 gegen Nigeria in Oberbruch. Die zweiten Gruppenspiele wurden am 4. beziehungsweise 5. Juli durchgeführt: In Gruppe A trennten sich die Niederlande und Nigeria in Baesweiler 0:0 und Kuweit setzte sich überraschend mit 3:1 in Düren gegen Mitfavorit Griechenland durch. In der Gruppe B blieb es bei Iran gegen Syrien in Dinslaken/Lohberg bei einem 0:0, ehe sich Deutschland am Samstag in Homberg mit 2:1 gegen Kamerun durchsetzte.
Das Turnier hatte die deutsche Mannschaft gegen Syrien mit der Formation Burdenski – Glowacz, Konopka, Krobbach, Hein – Lothar Schneider, Eigl, Neumann – Blau, Funkel und Worm begonnen; eingewechselt wurden Trimhold (41. Minute für Neumann) und Melzer (86. Minute für Worm). Funkel und Worm erzielten die Treffer in der zweiten Halbzeit. Laut Kicker „gewannen die deutschen Bundeswehr-Fußballer zwar bei ihrem ersten Eingreifen zur CISM-WM gegen die syrische Auswahl mit 2:0, enttäuschte die 4.500 Zuschauer im Essener Grugastadion jedoch über alle Maßen“. Drei Tage später, beim 2:1-Erfolg gegen Kamerun, kämpfte jeder deutsche Spieler gegen die hart einsteigenden Kameruner mit wesentlich mehr Einsatz, und vor allem Worm als Sturmspitze war bei langen Steilpässen fast immer zur Stelle. Er erzielte auch beide Tore, von Eigl (14.) und Trimhold (28.), welcher für Neumann im Mittelfeld spielte, jeweils herrlich freigespielt.
Nach zwei Gruppenspielen wurde bereits das Fazit gezogen, dass die CISM-Spiele deutlich mehr an Interesse hervorriefen, als vorher erwartet wurde. Nicht nur, dass bei den teilnehmenden afrikanischen und asiatischen Nationen die Begeisterung in der Heimat so groß war, dass die Rundfunkstationen über die Deutsche Welle (DW) die Spiele ihrer Militär-Vertretungen live nach Kamerun, Syrien, Kuwait etc. und das Fernsehen jeweils Aufzeichnungen übertragen haben, selbst die deutschen Fans, in der meisterschaftslosen Zeit als fußballmüde verschrien, scheuten nicht den Weg in die Stadien. Immerhin kamen zu den bisherigen acht Begegnungen über 25 000 Zuschauer. Überhaupt zeigten die außereuropäischen Nationen guten Fußball.
Die Gruppenphase endete mit den Spielen Niederlande gegen Griechenland (2:1) und Kuwait gegen Nigeria (2:0) in der A-Gruppe und Deutschland gegen Iran (1:1) und Kamerun gegen Syrien (4:0) in der B-Gruppe am Dienstag und Mittwoch, den 8. und 9. Juli.
Damit waren die Niederlande und Gastgeber Deutschland in das Finale am 12. Juli in Hagen eingezogen. Doch so richtig freuen konnte man sich im Kader der Bundeswehr kaum über das 1:1 gegen den Iran. Zwar sicherte das Unentschieden den Einzug in das Finale, doch der schnelle Rückstand in der 8. Minute hatte die Bundesligaprofis so nervös gemacht, dass sie ein Glückstor benötigten, um endlich zu ihrer vollen Leistungsstärke zu finden. Eigl verwandelte in der 61. Minute einen „geschenkten“ Elfmeter. Es kam auch noch dazu, dass sich neun Spieler des 20-köpfigen Aufgebotes in den letzten Tagen mit größeren und kleineren Blessuren herumschlugen: Savkovic (Prellung am Knie), Konopka (Bluterguss am Knöchel), Lothar Schneider (Prellung mit Blase unter dem Fuß), Eigl (Bluterguss am Knöchel), Worm (Offene Wunde am Schienbein), Hein (dickes Knie), Blau (Bluterguss im Oberschenkel), Neumann (Zerrung), Krobbach (heftige Magenbeschwerden nach einem Schlag in den Körper) und Trimhold stand kurz vor einer Meniskusoperation.
Das Endspiel wurde vor 25.000 Zuschauern im Hagener Ischelandstadion ausgetragen. Der knappe 1:0-Erfolg durch einen verwandelten Foulelfmeter von Konopka in der 39. Minute war verdient. Eine halbe Stunde benötigte die Bundeswehr-Auswahl zwar um ihre Nervosität abzulegen, und um auch mit den Konterangriffen der Holländer fertig zu werden. Aber danach fehlte oft nur ein Quäntchen Glück, um weitere Treffer zu erzielen. So traf Worm nur die Latte, fehlten Blau, Worm und Glowacz mehrfach nur Zentimeter. Torhüter Burdenski stand wesentlich weniger unter Beschuss als sein Gegenüber Peter Gerards (PEC Zwolle). Bei der Elfmeterentscheidung half das Glück nach, der griechische Schiedsrichter stand mit seiner Foulentscheidung ziemlich alleine im Stadion.
Otto Knefler, Dortmunds Trainer resümierte am Ende zufrieden: „Die gute Zusammenarbeit zwischen den Vereinen und der Bundeswehr hat ihre Früchte getragen. Deutschland war wohl die beste und homogenste aller teilnehmenden Mannschaften.“ In der deutschen Elf hatten sich alle Spieler von Match zu Match in eine ausgesprochene WM-Stimmung gesteigert. „Die Reputation diesen WM-Titel errungen zu haben, ist für jeden einzelnen groß genug“, meinte Holger Trimhold nach dem Abpfiff.
Chefredakteur Karl-Heinz Heimann vom Kicker beleuchtete in seinem „Scheinwerfer“-Beitrag folgendes: „Was die 28 000 in Hagen zu sehen bekamen, war zwar nicht ganz großer Fußball, doch eine ganze Menge mehr als Sommerfußball. Die Bundeswehrauswahl setzte sich ausnahmslos aus Lizenzspielern zusammen, der DFB könnte sie auch als Juniorennationalmannschaft spielen lassen. Die Spieler sind durch dieses Turnier zwar um ihre Sommerpause gekommen, doch können unsere Vereine hochzufrieden sein, in der Bundeswehr einen Partner zu haben, der auf ihre Belange sonst sehr viel Rücksicht nimmt. Die Verkrampfung im Verhältnis zwischen Armee und Sport ist nun auch bei uns weitgehend abgebaut, in anderen Ländern, gleich welcher politischen ‚Himmelsrichtung‘, ist eine Zusammenarbeit schon immer eine Selbstverständlichkeit gewesen. […] Natürlich sind sportliche Erfolge von Soldaten auch ‚PR‘ für die Bundeswehr, doch der Sport zieht sicher größere Vorteile aus einer guten Zusammenarbeit.“
Die deutsche Endspielformation:
Dieter Burdenski (Werder Bremen) – Friedhelm Schwarze (Borussia Dortmund), Harald Konopka (1. FC Köln), Peter Krobbach (Eintracht Frankfurt), Herbert Hein (1. FC Köln) – Lothar Schneider (MSV Duisburg), Kurt Eigl (Hamburger SV), Holger Trimhold (VfL Bochum) – Rolf Blau (Preußen Münster), Ronald Worm (MSV Duisburg), Jürgen Glowacz (1. FC Köln), Werner Melzer (1. FC Kaiserslautern, eingewechselt in der 56. Minute für Schneider).